# L’Ametlla del Vallès
L’Ametlla del Vallès est une commune de la province de Barcelone, en Catalogne, en Espagne, de la comarque de Vallès Oriental.

## Géographie
Commune située à mi-chemin de Vic et Barcelone, à proximité de La Garriga et Granollers.
|                          | Figaró-Montmany      |                           |
| Bigues i Riells          | L'Ametlla del Vallès | La Garriga                |
| Santa Eulàlia de Ronçana | Canovelles           | Les Franqueses del Vallès |

## Personnalités liées à la commune
- Laia Berenguer Puget (1920-2011), femme politique catalane, y est décédée[1].